# Canachus alligator
Canachus alligator är en insektsart som beskrevs av Ludwig Redtenbacher 1908. Canachus alligator ingår i släktet Canachus och familjen Phasmatidae. Inga underarter finns listade.